# باشگاه فوتبال ریویل اسپورتیف
ریویل اسپورتیف یک باشگاه فوتبال در مارتینیک است که در شهر گروس مورن واقع شده است.
آنها در سال ۱۹۳۸ به عنوان باشگاه گروس-مورن تأسیس شدند. آنها در مسابقات ملی مارتینیک بازی می‌کنند.